# Глушко, Иван
Ива́н Глушко́ (латыш. Ivans Gluško; 25 сентября 1984, Лиепая) — латвийский футболист, полузащитник клуба «Юрмала».

## Карьера
Воспитанник лиепайского «Металлурга», в котором Иван Глушко и начинал свою карьеру футболиста. По началу он играл в составе дублёров, но в 2005 году его впервые пригласили в основу «Металлурга». В этом сезоне Ивану Глушко в составе клуба удалось стать чемпионами Латвии, хотя за клуб он так и не сыграл ни в одном матче.
22 июня 2006 года Иван Глушко наконец-то дебютировал в рядах «Металлурга» в Высшей лиге Латвии, но в скором времени он перешёл в резекненский клуб «Дижванаги». В начале 2007 года он побывал на просмотре в клубе «Рига», а также сыграл за «Металлург-2» на турнире в Паланге, но всё-таки вернулся обратно в резекненский клуб.
По окончании сезона 2008 года, у Ивана Глушко завершился контракт с «Блазмой», и он покинул ряды клуба. В 2009 году Иван Глушко нигде не играл, оставаясь свободным агентом, а перед сезоном 2010 года он присоединился к «Гулбене».

## Достижения
- Чемпион Латвии: 2005.
- Финалист Кубка Латвии: 2005.
- Победитель Первой лиги Латвии: 2010.